# 慰劳运动
慰劳运动是抗日战争时期，国民政府军事委员会政治部开展的慰问前线将士、后方伤兵的群众政治运动。

## 历史
1938年7月7日至11日，在武汉三镇开展“献金运动”，反响热烈，募集百万元以上。为能最大限度慰劳前线将士和赈济灾民，国民政府军事委员会政治部第三厅决定联合武汉各机关团体，组织成立“武汉各界慰劳抗战将士委员会”，由十七个机关团体担任委员，陈诚被推举为会长，马超俊、郭沫若任副会长。1938年10月撤离武汉，改称“全国慰劳抗战将士委员会”，迁移到长沙、衡阳、桂林、重庆。1939年3月4日在重庆的黉学小学举行全体委员会议，制定了新的组织大纲，把17个机关团体委员增至23个，改设常务委员5人：
- 常务委员：中国国民党中央宣传部、政治部、军委会办公厅、后方勤务部政治部、战地文化服务处。
- 总干事：全国征募寒衣运动委员会
- 总务组
  - 组长：军委会政治部
  - 副组长：政治部、交通部、后方勤务部
- 宣慰组
  - 组长：中国国民党中央宣传部
  - 副组长：国际宣传处、妇女慰劳总会、全国戏剧界协会、中央社、全国文艺界抗敌协会、全国电影界抗敌协会
- 征募组
  - 组长：中国国民党社会部
  - 副组长：中国国民党侨务委员会、中国国民党赈济委员会、中國國民黨海外部、财政部、全国征募寒衣总会
- 采购组
  - 组长：后勤总司令部政治部
  - 副组长：卫生署、战地文化服务处
- 审核组
  - 组长：审计部
  - 副组长：军政部、军委会办公厅、侨务委员会

随后，全国慰劳总会发动了四次大规模慰劳运动：
1. 征求五十万封慰劳信运动
2. 征募药品运动
3. 征集书报杂志运动
4. 组织南北路慰劳团运动

此外，全国慰劳总会还开展了慰劳伤兵、抗属、灾民等经常性慰劳工作。
在全国慰劳总会中的地下党有阳翰笙、程步高、雷平一、简泰梁（总干事）、罗髫渔、张肩重（上校秘书）等。
1940年8月，受第一次反共高潮影响，陈诚以“三厅是管文化宣传的，不该管慰劳、寒衣”，强令三厅把慰劳、寒衣移交给谷正纲的中央社会部。全国慰劳总会会长陈诚，副会长谷正纲、中央组织部副部长马超俊、郭沫若。随后开展了：
1. 1941年的出钱献金劳军运动
2. 1941年的慰劳和优待抗属运动
3. 1943年的鞋袜劳军运动